# العمارة الحيوانية

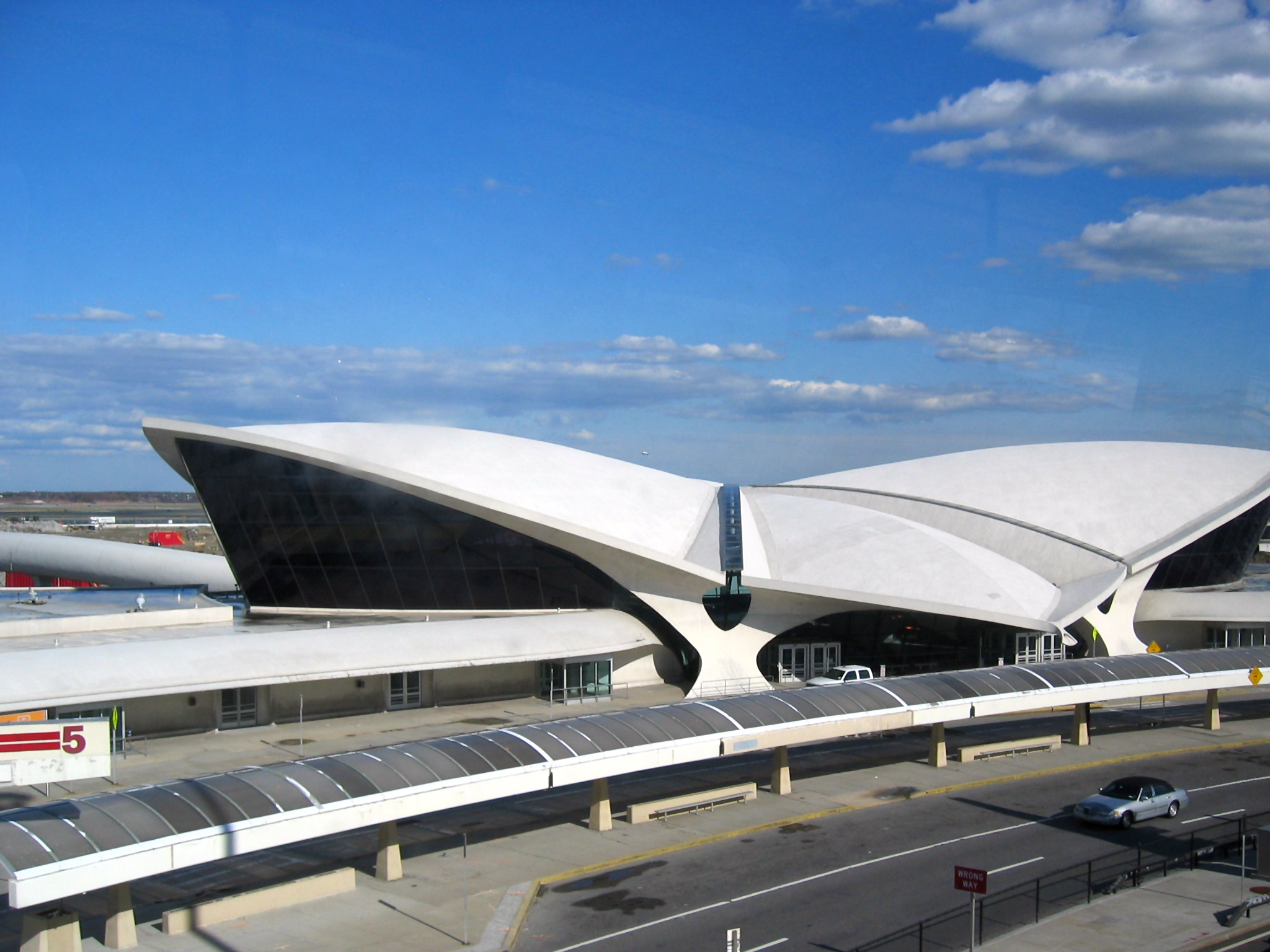
مركز تي دبلو اي الجوي، نيويورك

العمارة الحيوانية هي ممارسة استخدام الأشكال الحيوانية كأساس ملهم ومخطط للتصميم المعماري. «في حين لعبت الأشكال الحيوانية دوراً هاماً في صياغة المعاني في العمارة، فقد أصبح من الواضح الآن أن هناك خيطًا جديدًا من التماثل الحيوي يظهر حيث لا يستمد المعنى من أي تمثيل محدد بل من إشارة أكثر عمومية إلى العمليات.»
ويقال إن هذه الممارسة هي رد فعل ضد بعض المدارس الحديثة في الهندسة المعمارية، مثل الحداثة ومعارضتها الظاهرة للطبيعة والشكل العضوي. في تعليقها على هذه الحركة بعيداً عن هذه الاتجاهات التصميمية الصارمة والمصطنعة، قالت سوزانا هاجان في كتابها «تاكينغ شيب»: «إن التناقضات بين الثقافة والطبيعة، التي رسمتها الحداثة بأهمية ووحشية، تتحلل من جديد، وليس في العودة إلى ما كان، ولكن تحولاً منه... يستمر الانقسام بين الكائن الحي والجهاز في الانهيار».

## أعمال مشهورة
بعض الأمثلة المعروفة للعمارة الحيوانية قد توجد في مركز تي دبليو إيه الجوي في نيويورك، للمعماري إيرو سارينين، أو متحف الفن الميلووكي للمعماري سانتياغو كالاترافا، كلاهما أخذا إلهامهما من أجنحة الطير.

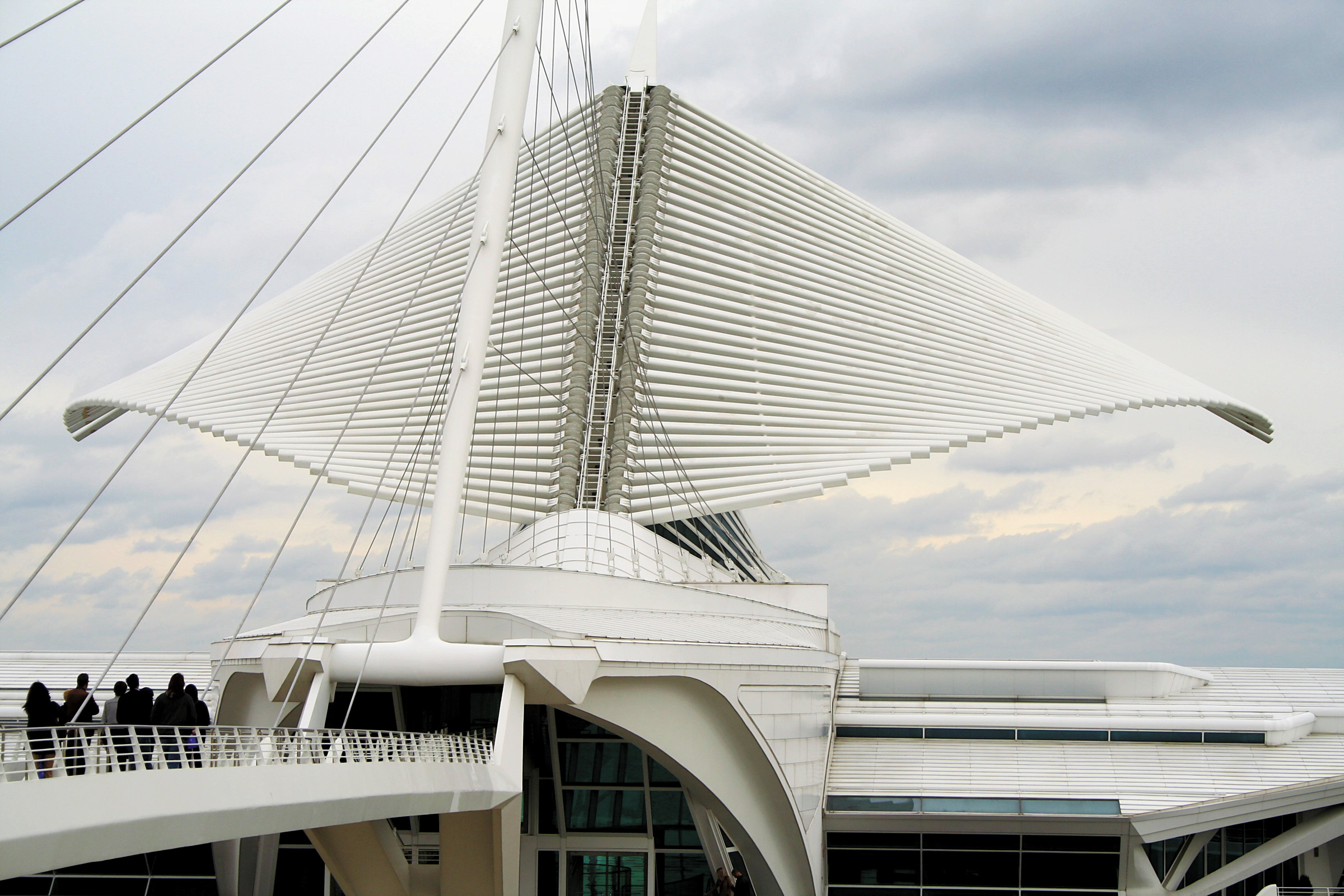
متحف ميلووكي الشرقي للفنون

أيضاً القرية الشرقية على البحر لباسل البياتي الذي «اعتمد على أنواع البناء الشرقية مرتبة في خطة نشأت في أنماط الحشرات والحياة النباتية. يشكل الهيكل الخارجي لليعسوبة الجسم الرئيسي للموقع العام، فمه المثلث يشكل درج الواجهة البحرية مؤدياً لرأس المخلوق الدائري ممثلاً مدخل اللوبي، تقاسيم جسمه الأصفر هي الممرات الرئيسية، مضاءة بالقبة، والتي تتشابك مع فرع من شجرة، وتنتشر على الطريق وأوراقها أسقف الوحدات السكنية والمرافق الترفيهية، التوت الملون عبارة عن فيلات مخروطية الشكل يُراد بها تذكير المعابد الصينية».

## معماريون استخدموا الأشكال الحيوانية في أعمالهم
- باسل البياتي
- لو كوربوزييه
- إيرو سارينين
- فريبورز صهبا
- سانتياغو كالاترافا